# Panambi
Panambi là một đô thị thuộc bang Rio Grande do Sul, Brasil. Đô thị này có diện tích 490,859 km², dân số năm 2007 là 36348 người, mật độ 74,05 người/km².